# Rhizomys
Rhizomys é um gênero de roedores da família Spalacidae.

## Espécies
- Rhizomys pruinosus Blyth, 1851
- Rhizomys sinensis Gray, 1831
- Rhizomys sumatrensis (Raffles, 1821)
- †Rhizomys brachyrhizomyoides Zheng, 1993
- †Rhizomys fanchangensis Wei, Kawamura e Jin, 2004
- †Rhizomys shajius Flynn, 1993
- †Rhizomys shansius
- †Rhizomys szechuanensis
- †Rhizomys troglodytes